# Къща на Григор Начович
Къщата на Григор Начевич в Свищов е строена в началото на ХХ век за семейството на Григор Начович.
Къщата е с форма на продължен правилен паралелепипед с размери по цокъла 20,50/10,00 m. Ориентирана е с дългата си ос перпендикулярно на улицата и ограничава широк двор, лежащ пред нея. Има приземие и етаж.
Приземието представлява цяло помещение, в което се включва само стълбата за етажа, затворена в стълбище. Влизането в приземието, служещо вероятно само за стопански цели, става направо от двора. Входът е оформен с плитка ниша, горният праг на която има форма на полукръгла дъга с конвексно заострен връх. Вратата е двукрила в дъното на нишата. В приземието се намира и втора, вътрешна стълба, която свързва приземието с жилището в етажа.
Етажната стълба извежда в широк вестибюл, около който се подреждат останалите стаи. В стълбището се влиза през еднокрила врата с полукръгла форма с конвексно заостряне на върха на дъгата. Вътрешната втора стълба е развита във вестибюла.
Стените на приземието са каменни, а на етажа паянтови – дървен скелет и пълнеж. Каменните стени на приземието са само фугирани, но по-късно измазани с варо-пясъчен разтвор. Етажът към улицата и част от западната дворна фасада излиза еркеровидно над приземните стени.
Подовата конструкция на етажа е дървена. Както гредоредът, така и носещите го дървени подпори в приземието са преоразмерени – гредите от дюшемето имат напречно сечение 30/40 cm, а подпорите 30/20 cm.